# Planchonia brevistipitata
Planchonia brevistipitata là một loài thực vật có hoa trong họ Lecythidaceae. Loài này được Kuswata miêu tả khoa học đầu tiên năm 1965.